# Кук (Небраска)
Кук (енгл. Cook) град је у америчкој савезној држави Небраска.

## Демографија
По попису из 2010. године број становника је 321, што је 1 (-0,3%) становника мање него 2000. године.
| Група             | 2000.       | 2010.       |
| Белци             | 316 (98,1%) | 302 (94,1%) |
| Афроамериканци    | 0 (0,0%)    | 0 (0,0%)    |
| Азијати           | 0 (0,0%)    | 4 (1,2%)    |
| Хиспаноамериканци | 4 (1,2%)    | 10 (3,1%)   |
| Укупно            | 322         | 321         |